# Заозёрный (Алтайский край)
Заозёрный — посёлок в Бийском районе Алтайского края России. Входит в состав Светлоозёрского сельсовета.

## География
Расположен в 2,5 км к западу от центра сельского поселения,  села Светлоозёрское.
Посёлок находится в восточной части Алтайского края, к югу от реки Бия, на расстоянии примерно 8 километров (по прямой) к востоку от города Бийск, административного центра района. К югу от посёлка находится озеро Светлое. Абсолютная высота — 189 метров над уровнем моря.
Климат умеренный, континентальный. Самый холодный месяц — январь (до −54 °C), самый тёплый — июль (до +39 °C). Годовое количество осадков составляет 450—500 мм.

## История
В 1966 г. Указом Президиума ВС РСФСР поселок фермы № 3 совхоза «Светлоозерский» переименован в Заозёрный.
Посёлок входит в муниципальное образование «Светлоозёрский сельсовет» согласно муниципальной и административно-территориальной реформе 2007 года.

## Население
| 1997 | 1998 | 1999 | 2000 | 2001 | 2002 | 2003 | 2004 | 2005 |
| ---- | ---- | ---- | ---- | ---- | ---- | ---- | ---- | ---- |
| 241  | ↗247 | ↗264 | ↗265 | ↘261 | ↘220 | ↗255 | ↗256 | ↗257 |
| 2006 | 2007 | 2008 | 2009 | 2010 | 2011 | 2012 | 2013 |      |
| ↗263 | ↘260 | →260 | ↗268 | ↘247 | ↘244 | ↘239 | ↘231 |      |

национальный состав
Согласно результатам переписи 2002 года, в национальной структуре населения русские составляли 93 % от 227 жителей.

## Инфраструктура
По сведениям на 2023 год, в поселке нет функционирующего фельдшерского учреждения, предприятие перестало функционировать более 10 лет назад.
Действовала ферма совхоза «Светлоозёрский».

## Улицы
Уличная сеть посёлка состоит из двух улиц (ул. Лесная и ул. Озёрная).

## Транспорт
Просёлочная дорога от центра поселения — села Светлоозёрское.